# Prince Tagoe
Pour les articles homonymes, voir Tagoe.
Prince Tagoe est un footballeur international ghanéen né le 9 novembre 1986 à Accra au Ghana.
Il évolue au poste d'attaquant au Bangladesh à Chittagong.
- Hearts of Oak
  - Vainqueur du Championnat du Ghana en 2005.
- Al Ittifaq Dammam
  - Finaliste de la Coupe d'Arabie saoudite de football en 2008.
- FK Partizan Belgrade
  - Vainqueur du Championnat de Serbie en 2011.